# André Gillier
André Gillier est un polytechnicien français né à Troyes le 11 décembre 1882 et mort le 16 mai 1935. Il fut précurseur dans différents domaines, tant dans ses politiques salariales que dans ses créations d'entreprises, et est surnommé « industriel philanthrope ».

## Biographie
En 1908, il reprend la direction de la société familiale de bonneterie, les Établissements Gillier, fondée à Troyes en 1825. En 1929, il innove dans son domaine en créant la première marque de sous-vêtement masculin : Jil. Son produit, le fameux slip, est celui qu'on appellera plus tard, le slip kangourou.
Peu après, André Gillier fonde l'entreprise Lacoste (ainsi que la célèbre maille de coton) en partenariat avec le célèbre joueur de tennis René Lacoste, rencontré alors qu'il allait acheter une Hispano-Suiza au garage du père de ce dernier.
Il est le premier à instaurer les congés payés dans sa bonneterie[Quand ?], avant qu'ils ne soient instaurés nationalement en 1936.
En 1961, les établissements Gillier sont rachetés par le groupe Devanlay de Pierre Lévy.